# De La Roca
De La Roca es un cultivar de higuera de tipo higo común Ficus carica, unífera de higos de epidermis con color de fondo morado marronáceo con sobre color verde amarillento. Se cultiva en la colección de higueras de Montserrat Pons i Boscana en Llucmajor, Islas Baleares.

## Sinonimia
- „De La Roqueta“ en Islas Baleares,[3][5][6]
- „De L'hort D'en Fullana“ en Alcudia

## Historia
Actualmente la cultiva en su colección de higueras baleares Montserrat Pons i Boscana, rescatada de un ejemplar o higuera madre cultivada en "son Peixet" finca en el término de Llucmajor, de Miquel Julià, Senegar, en La Marina de Llucmajor, es un cercado donde se siembran hortalizas, con lo cual hay condiciones de elevada humedad al estar en condiciones de riego de aspersión.
La variedad 'De La Roca' es originaria del antiguo principado de Villafranca de la Roca, pueblo del Vallés Oriental, de donde le viene el nombre de la variedad.

## Características
La higuera 'De La Roca' es una variedad unífera de tipo higo común. Árbol de desarrollo mediano, copa redondeada, y anchura notable con ramaje esparcido. Sus hojas con 3 lóbulos (90%) son las mayoritarias y 1 lóbulo (10%). Sus hojas con dientes presentes y márgenes dentados. 'De La Roca' tiene un  desprendimiento muy sensible de higos, y un rendimiento productivo medio por cada árbol. La yema apical de color verde anaranjado.
Los higos 'De La Roca' son higos con forma piriforme, bastante esférica, que presentan unos frutos medianos de unos 20,7 gramos en promedio, de epidermis de consistencia fuerte, gruesa y áspera, de color de fondo morado marronáceo con sobre color verde amarillento. Ostiolo de 1 a 3 mm con escamas pequeñas anaranjadas. Pedúnculo de 2 a 4 mm cilíndrico verde fuerte. Grietas longitudinales escasas. Costillas poco marcadas. Con un ºBrix (grado de azúcar) de 28, sabor dulce azucarado, con consistencia dura, fuerte, con color de la pulpa rojo oscuro. Con cavidad interna pequeña y una gran cantidad de aquenios medianos. Son de un inicio de maduración sobre el 7 de septiembre al 23 de octubre y de rendimiento por árbol medio.
Se usa para higo fresco en consumo humano y para la alimentación animal de ganado bovino y porcino. Producción media. Son muy resistentes a la apertura del ostiolo, y al agriado, resistencia elevada al transporte, y poco susceptibles al desprendimiento.

## Cultivo
'De La Roca', se utiliza en fresco en consumo humano. También para consumo animal tanto en fresco como seco en ganado porcino y ovino. Se está tratando de recuperar de ejemplares cultivados en la colección de higueras baleares de Montserrat Pons i Boscana en Llucmajor.